# Satreyan (Maron)
Satreyan is een bestuurslaag in het regentschap Probolinggo van de provincie Oost-Java, Indonesië. Satreyan telt 5508 inwoners (volkstelling 2010).